# Baltarga
Baltarga – miejscowość w Hiszpanii, w Katalonii, w prowincji Lleida, w comarce Baixa Cerdanya, w gminie Bellver de Cerdanya.
Według danych INE z 2005 roku, miejscowość zamieszkiwało 38 osób.